# Eilema cana
Eilema cana là một loài bướm đêm thuộc phân họ Arctiinae, họ Erebidae.